# 丸山天寿
丸山 天寿（まるやま てんじゅ、1954年 -）は、日本の小説家、推理作家。長崎県生まれ。現在福岡県北九州市在住。
高校卒業後、陸上自衛隊勤務を経て、古書店を開業。
ライフワークである邪馬台国研究を進めるうち、自身初の小説となる『琅邪の鬼』を着想。視覚障害を抱えつつも執筆を進め、2010年6月、56歳にして『琅邪の鬼』で第44回メフィスト賞を受賞しデビュー。メフィスト賞では2024年現在、デビュー最年長記録である（最年少は浦賀和宏の19歳）。
体調不良により2013年から休業中。

## 作品リスト
単行本 
- 琅邪の鬼（2010年6月、講談社ノベルス  / 2013年6月 講談社文庫）
- 琅邪の虎（2010年12月、講談社ノベルス / 2014年5月 講談社文庫）
- 咸陽の闇（2011年8月、講談社ノベルス）
- 邯鄲の誓 始皇帝と戦った者たち（2012年11月、講談社）
- 死美女の誘惑 蓮飯店あやかし事件簿（2013年9月、講談社ノベルス）
  - 死美女の誘惑（書き下ろし）
  - 夢美女の呼び声 （『メフィスト 2012 VOL.1』 2012年4月、講談社 掲載）
  - 狐美女の決意（書き下ろし）
  - 飛美女の執念（書き下ろし）
  - 蛇美女の嫁入り（書き下ろし）

 単行本未収録 
- お告げ 神女「ヒミコ」降臨 （『メフィスト 2011 VOL.2』 2011年8月、講談社 掲載）